# 田村輪蔵院
田村 輪蔵院（たむら りんぞういん、生年不詳）は、戦国時代から江戸時代初期にかけての武将であり僧侶である。

## 略歴
高野山出身の僧侶で、大坂の陣当時は、50歳ほどで足軽100人を引き連れて大坂城に籠城した。本町橋の夜戦に参加。落城後は落ち延び松平忠明に仕えた。